# 海南机场集团
海南机场集团有限公司（簡稱海南机场集团）是海南省属企业海南省发展控股有限公司的全资子公司，主要负责持有海南省内的机场公司。

## 歷史
- 2021年12月17日：海南控股组建全资子公司海南机场集团有限公司。
- 2023年6月19日，海南控股、海南机场集团、海南机场三方签署了《关于海南机场设施股份有限公司之股份转让协议》，海南控股拟将其所直接持有的海南机场全部股份转让给海南机场集团[1]。

## 关联单位

### 全资、控股子公司
- 海南机场建设管理有限公司
- 海南国宾馆有限公司
- 海南机场设施股份有限公司（24.51）[2]
- 海南机场实业投资有限公司（56%）
  - 海口美兰国际机场有限责任公司（46.81%）
    - 海南美蘭國際空港股份有限公司（50.19%）[3]